# 一目ぼれ
一目ぼれ（ひとめぼれ、一目惚れ、英: Love at first sight）とは、その名の通り、一目見ただけで惚れる、つまり恋してしまうことを指し、一般的には一目見た瞬間に特定の相手に対して、夢中になる体験、もしくはその心的な機能のことを指す。
日常的に使われている用語ではあるが、厳密な定義は難しい語である。一目ぼれ体験は、双方に起こる場合もあるが、一方にのみ起こり、片想いになる場合もある。

## 一目ぼれに関する研究の問題点等
こうした多様な仮説の存在は、人が人に対して魅力を感じるというプロセスが非常に複雑なものであるということを示唆している。
感情に関する研究は、一般的に生物学的な要因以外にも様々な変数が介入しやすいため、実証的な研究に進みにくい傾向があるといえよう。例えば、米ノーステキサス大学にて行われた統計的な分析の中で、心理人間行動学者であるS.Wada（1929年 - ）は「一目ぼれをしたカップル同士の性行為は平均1時間に及ぶ」との結果を出しているが、それは単に「夫婦仲が良く、お互いの性交渉に対するモチベーションが高いだけ」ということの現れである可能性が高いとも言われている。

## 離婚との関係
アメリカ合衆国の調査によると「一目惚れで結婚した夫婦は上手くいきやすい」というデータがあり、同国の離婚率は50%だが、一目惚れで結婚した女性の離婚率は10%以下である。
一目惚れ夫婦が離婚しにくい理由として、以下の説が挙げられている。
- 遺伝子が遠い夫婦ほど健康的で丈夫な子供が生まれるそうで、女性には「自分の遺伝子から遠い男性」を嗅ぎ分ける能力が備わっており、一目惚れと思っていても実は遺伝子で選んでいる。
- 一目惚れの片想いから始まり、アプローチや告白などの過程を経て実らせた恋は、特別な価値があるものだと思い込み、手放したくないという気持ちが強くなる（所有効果）。
- 一目惚れは直感的に相手を好きになるため、相手の条件（収入、ルックスなど）はあまり気にならず、相手に求める条件が低くなる。
- 人間は本能的に考え方が似ていたり、行動パターンが近かったりする（＝価値観が似ている）相手に一目惚れする傾向がある（因みに、日本に於いて最も多い離婚原因は「価値観（性格）の不一致」）。